# Люкское (сельское поселение, Балезинский район)
Люкское — упразднённое муниципальное образование со статусом сельского поселения в составе Балезинского района Удмуртии.
Административный центр — село Люк.
Законом Удмуртской Республики от 17.05.2021 № 49-РЗ к 30 мая 2021 года упразднено в связи с преобразованием муниципального района в муниципальный округ.

## Население
| 2010 | 2012 | 2013 | 2014 | 2015 | 2016 |
| ---- | ---- | ---- | ---- | ---- | ---- |
| 910  | ↘885 | ↘879 | ↗887 | ↘869 | ↘846 |
| 2017 | 2018 | 2019 | 2020 | 2021 |      |
| ↘822 | ↘799 | ↘766 | ↘728 | ↘714 |      |

## Населённые пункты
В состав поселения входят следующие населённые пункты:
| Населённый пункт | Население (2007) |
| ---------------- | ---------------- |
| Большое Сазаново | 194              |
| Коршуново        | 129              |
| Люк              | 512              |
| Малое Сазаново   | 53               |
| Юлдырь           | 57               |

## Социальная инфраструктура
В поселении действуют средняя школа и садик (Люк), библиотека (Люк), дом культуры (Люк), амбулатория (Люк) и 2 фельдшерско-акушерских пункта (Большое Сазоново, Коршуново). Среди предприятий работает ООО «БСИС».